# Quinto Hatério
Quinto Hatério (em latim: Quintus Haterius; 63 a.C.–26 (88 anos)) foi um político e orador romano de família senatorial eleito cônsul sufecto em 5 a.C. com Lúcio Vinício e, mais tarde, Caio Sulpício Galba. Décimo Hatério Agripa, cônsul em 22, era seu filho e Quinto Hatério Antonino, cônsul em 53, seu neto. É possível que sua esposa tenha sido uma filha do braço-direito do imperador Augusto, Marco Vipsânio Agripa.

## História
Hatério foi um famoso orador entre os populares na época de Augusto, mas seu estilo era por vezes criticado. Na epístola de Sêneca "Sobre o Estilo Apropriado para o Discurso Filosófico", ele conta que o discurso do filósofo deve ser poderoso, mas, ao mesmo tempo, manter um passo constante. Como exemplo, ele cita Quinto Hatério, que "...nunca hesitava, nunca pausava; ele fazia apenas um começo e um fim". Até mesmo Augusto comentou sobre seu discurso, afirmando que ele era tão rápido que precisava de um freio. Tácito menciona Hatério muitas vezes em "Anais" por causa de seus debates no Senado.
No final de sua vida Hatério foi eleito cônsul sufecto (eleito para terminar o mandato de um cônsul que faleceu ou cujo mandato se encerrou inesperadamente) em 5 a.C..
Depois da morte de Augusto, Tibério fingiu relutância em aceitar o poder para não parecer ambicioso demais. Caio Asínio Galo e Hatério sugeriram a ele que deixasse de lado a falsa modéstia e assumisse logo o poder. Tácito preservou as palavras de Hatério: "Quo usque pateris, Caesar non adesse caput rei publicae?" ("Quanto tempo, César, vais permitir que o estado permaneça sem cabeça?"). Suetônio também cita Hatério, mas não menciona seu nome. Temendo a reação de Tibério, Hatério foi até o palácio pedir perdão e se atirou de joelhos aos pés dele. Mas sua desastrada tentativa de apelar por misericórdia acabou derrubando o imperador e os guardas de Tibério, pensando que fosse um ataque, avançaram sobre Hatério prontos para matá-lo. A intervenção de Lívia, mãe de Tibério, salvou-o da morte certa.
Hatério também estava envolvido na aprovação de uma lei que tentava restringir o luxo na vida dos romanos. Foi decidido pelo Senado que vasilhames de ouro puro não deveriam ser utilizados para servir comida e que seria uma desgraça para homens vestir roupas de seda vindas do oriente.
Já muito idoso, Hatério foi se tornando menos habilidoso. Numa discussão no Senado sobre como se deveria homenagear os dois príncipes filhos de Tibério, Hatério propôs uma moção para que todos os decretos aprovados naquele dia deveria ser gravados no edifício do Senado em letras de ouro puro. Os demais senadores riram dele por sua tolice segundo Tácito.
Quinto Hatério morreu em 26, aos oitenta e nove anos de idade, e recebeu as mais altas homenagens. Porém, um obituário escrito por Tácito afirma que Hatério, apesar de famoso por sua oratória quando estava vivo, sua fama já havia devanescido e que "enquanto a pesquisa e o trabalho de outros autores são considerados valiosos pelas eras seguintes, a harmoniosa fluência de Hatério morreu com ele".